# 2007년 스코틀랜드 의회 선거
2007년 스코틀랜드 의회 선거(영어: 2007 Scottish Parliament election)는 2007년 5월 3일 스코틀랜드 의회 선출을 위해 실시된 지방의원 선거이다. 1999년 스코틀랜드 의회 개원 이래 세번째로 열리는 총선이기도 하다. 선거 당일 스코틀랜드 지방선거도 같이 치러졌다.
스코틀랜드 국민당이 47석을 얻어 제1당이 되었으며, 여당인 스코틀랜드 노동당이 46석으로 근소하게 밀렸다. 그 밖에 스코틀랜드 보수당이 17석을, 스코틀랜드 자유민주당이 16석을, 스코틀랜드 녹색당이 2석을 얻었으며 마고 맥도널드 의원의 당선으로 무소속 의원도 1석이 추가되었다. 스코틀랜드 국민당은 자민당과의 연립정부 출범 협상에 착수하였으나 자민당 측에서 결렬을 선언했다. 결과적으로 스코틀랜드 국민당의 소수정부가 출범한 가운데 스코틀랜드 녹색당이 표결 시 힘을 보태는 것으로 합의를 보았다. 이에 따라 스코틀랜드 국민당 대표 알렉스 샐먼드가 스코틀랜드 행정수반직에 올랐다.
2003년 스코틀랜드 의회 선거에서 원내에 입성했던 스코틀랜드 사회당과 스코틀랜드 노인통합당은 이번 총선에서 후보가 모두 낙선하여 원외정당이 되었다. 토미 셰리던 전 의원이 세운 신당 연대도 의석 확보에 실패하였다. 캠벨 마틴과 진 터너 박사 역시 낙선하였으며, 데니스 캐네번과 브라이언 몬테이스 의원은 은퇴를 선언했다.